# تراسل البيانات
وتعني باللغة الأنجليزية شبكة حاسوب تعمل أنظمة الحاسوب وشبكاتها وفق النظام الثنائي ( Binary System ) ولكي يتم التفاهم ما بين المرسل والمستقبل في الشبكة فلا بد من توفير نظام موحد لترميز البيانات اللي يتم تبادلها في الشبكة وهذه الأنظمة أصبحت معروفة بالنظامين ( كود التبادل الموسع للترميز العشري الثنائي و ASCII )وبالأضافة إلى وجود نظام موحد لترميز البيانات، فإن عملية تبادل هذه البيانات بين أجهزة الشبكة المختلفة تحتاج إلى عملية تجزئة الكتل ( الحجوم ) الكبيرة من البيانات إلى كتل صغيرة تحقيقاًلعدد من الفوائد مثل: تسهيل مهمة أجهزة الشبكة وبرمجياتها المتخصصة في إدارة هذه البيانات والتحكم بها وواستخدام الكتل الصغيرة بدلاً من الوحدات الكبيرة مما يسهل عملية التراسل وتسهيل التعامل مع اخطاء الإرسال.

## نظم الأرسال Transmission System
في مجال الأتصالات لا بد من معرفة الأسلوب المتبع في إرسال واستقبال حزم البيانات اللتي تبادلها 

بين مختلف أجهزة الشبكة , وهذا الأتصال يقسم إلى عدد من الفئات وفقاً للمعايير التالية : 
1. -	نمط الاتصال .
2. -	التزامن .
3. -	أسلوب نقل البيانات .
4. -	نمط الحزمة .

### نمط الاتصال Transmission Mode
وفقاً لهذا المعيار من التراسل، يكون نمط الأرسال مبنياً إما على أساس السماح بعملية الإرسال فقط , 

أو الاستقبال فقط، أو تنفيذ العمليتين معاً .

#### 1-	التراسل البسيط
هي عبارة عن أنظمة الاتصال اللتي تسمح بإرسال أو استقبال البيانات وليس كلاهما معاً .

#### 2-	التراسل نصف المزدوج
هي عبارة عن أنظمة الاتصال اللتي تسمح بعمليتي الإرسال والاستقبال أن تتم معاً ولكن ليس بنفس الوقت .

#### 3-	التراسل المزدوج
هي عبارة عن أنظمة الاتصال اللتي تسمح بعمليتي الإرسال وا الاستقبال معاً وفي نفس الوقت .

### التزامن Synchronization
وفقاً لهذا المعيار يمكن تقسيم أنواع التراسل على أساس وجود أو عدم وجود تنظيم زمني ما بين المرسل والمستقبل

#### 1-	التراسل المتزامن
هو نوع من تراسل البيانات اللذي يعتمد على عملية تنظيم زمني لعملية التراسل ما بين المرسل والمستقبل لها .
في التراسل المتزامن يتم إرسال البيانات دفعة واحدة على شكل كتل من البيانات تسمى بالحزمة .

#### 2-	التراسل غير المتزامن
هو نوع من تراسل البيانات اللذي يعتمد على إرسال البيانات على شكل رمز واحد أي بايت واحد في كل مرة 

وهذا التراسل لا يتطلب وجود تزامن بين المرسل والمستقبل .

### أسلوب نقل البيانات
وفقاً لهذا المعيار من التراسل يكون التراسل مبنياً على أساس نقل البيانات إما بأسلوب تسلسلي أو بأسلوب متوازي 

#### 1-	التراسل المتسلسل
يتم نقل البيانات على شكل رموز ثنائية الواحدة تلو الأخرى وبشكل تسلسلي عبر خط نقل واحد ويستخدم لنقل 

البيانات لمسافات طويلة لصعوبة تمديد عدد كبير من الاسلاك . 

#### 2-	التراسل المتوازي
يتم نقل البيانات على شكل بايت واحد في كل مرة من خلال استخدام قناة نقل واحده لكل رمز ثنائي 

ويعتبر أسرع من التراسل المتسلسل .

## الصعوبات والمشاكل اللتي تواجه عملية التراسل
1-	كلما بعدت المسافة بين طرفي التراسل كلما زاد الزمن المستغرق لوصول الأشارة إلى هدفها .
2-	كلما بعدت المسافة بين طرفي التراسل كلما حدث تشتت في الأشارة .
3-	كلما بعدت المسافة بين طرفي التراسل كلما زاد طول كيبل التوصيل .
وهذه الصعوبات والمشاكل تأخذ أشكال مختلفة وأسبابها متعددة وتختلف من حالة إلى أخرى مثل التلاشي 

, التشويش، التشتت , التأخير، فقدان التزامن، التصادمات , التقاطع، الضياع بسبب الإضافة . 

### 1-	تلاشي الشبكة
تكون الشبكة عرضة لاستهلاك طاقتها بفعل ممانعة الوسط الناقل الذي تمر عبره، مما يؤدي إلى انخفاض 

مستمر في حجم الإشارة دون تغيير شكلها .

### 2-	التشويش
يعرف التشويش بأنه التغير الغير مرغوب به في الأشارة أثناء نقلها عبر خطوط الشبكة بحيث تصبح الأشارة 

مشوهة وغير واضحة ولا تعكس البيانات الفعلية . 
3-	التشتت :
وهو من المشاكل اللتي تتعرض لها الأشارة المنقولة بين المرسل والمستقبل بسبب نوع الوسط المستخدم

في نقل الإشارة مما يؤدي إلى تداخلها مع بعضها البعض .

### 4-	التأخير
وهو تأخير وصول الأشارة المنقولة عبر وسط معين للنقل إلى هدفها .

### 5-	فقدان التزامن
وهي ظاهرة فقدان التزامن بين المرسل والمستقبل مما يؤدي إلى وصول الأشارة قبل أو بعد وقتها المتوقع . 

### 6-	التصادمات
وهي ظاهرة حدوث تصادمات ما بين إشارتين منقولتين في الوسط الناقل المشترك بين هاتين الأشارتين .

### 7-	التقاطع
هو تأثير لأشارة المنقولة في أحد خطوط النقل على الأشارة المنقولة في خط النقل المجاور , 

وتعتبر الكوابل المجدولة من أكثر الكوابل عرضه لهذه الظاهرة . 

### 8-	الضياع بسبب الإضافة
وهي ظاهرة تتسبب بحدوث ضرر في الإشارة المنقولة عبر الشبكة بسبب إضافة عدد من الأجهزة إلى الشبكة

أكثر مما هو مسموح به وفق التكنولوجيا المستخدمة في الشبكة ونوعية الكيبل المستخدم في الربط ما بين عناصر الشبكة .